# Phragmatobia dahurica
Phragmatobia dahurica är en fjärilsart som beskrevs av Jean Baptiste Boisduval 1843. Phragmatobia dahurica ingår i släktet Phragmatobia och familjen björnspinnare. Inga underarter finns listade i Catalogue of Life.